# كفر ميت الحارون
كفر ميت الحارون إحدى قرى مركز زفتى التابع لمحافظة الغربية بجمهورية مصر العربية. تشتهر القرية بين قرى المحافظة بإعادة تدوير إطارات السيارات.

## التاريخ
قرية كفر ميت الحارون من القرى القديمة، حيث وردت باسم «منية خشيبة» في أعمال جزيرة قوسينا ضمن قرى الروك الصلاحي التي أحصاها ابن مماتي في كتاب قوانين الدواوين، كما وردت باسم «منية خشيبة» في أعمال الغربية ضمن قرى الروك الناصري التي أحصاها ابن الجيعان في كتاب «التحفة السنية بأسماء البلاد المصرية». وفي تاريخ 1228هـ/1813م الذي عدّ قرى مصر بعد المسح الذي قام به محمد علي باشا باسم «كفر ميت الحارون» نسبة إلى قرية ميت الحارون.

## السكان
بلغ عدد سكان كفر ميت الحارون 3712 نسمة حسب تقدير عام 2018.
| السنة  | 1882 | 1897 | 1907 | 1927 | 1947 | 1960 | 1976 | 1986 | 1996 | 2006  | 2018 |
| ------ | ---- | ---- | ---- | ---- | ---- | ---- | ---- | ---- | ---- | ----- | ---- |
| القرية | 825  | 1158 | 1446 | 1371 | 1220 | 1293 | 1630 | 2066 | 2280 | 2,669 | 3712 |